# 中保集團大廈

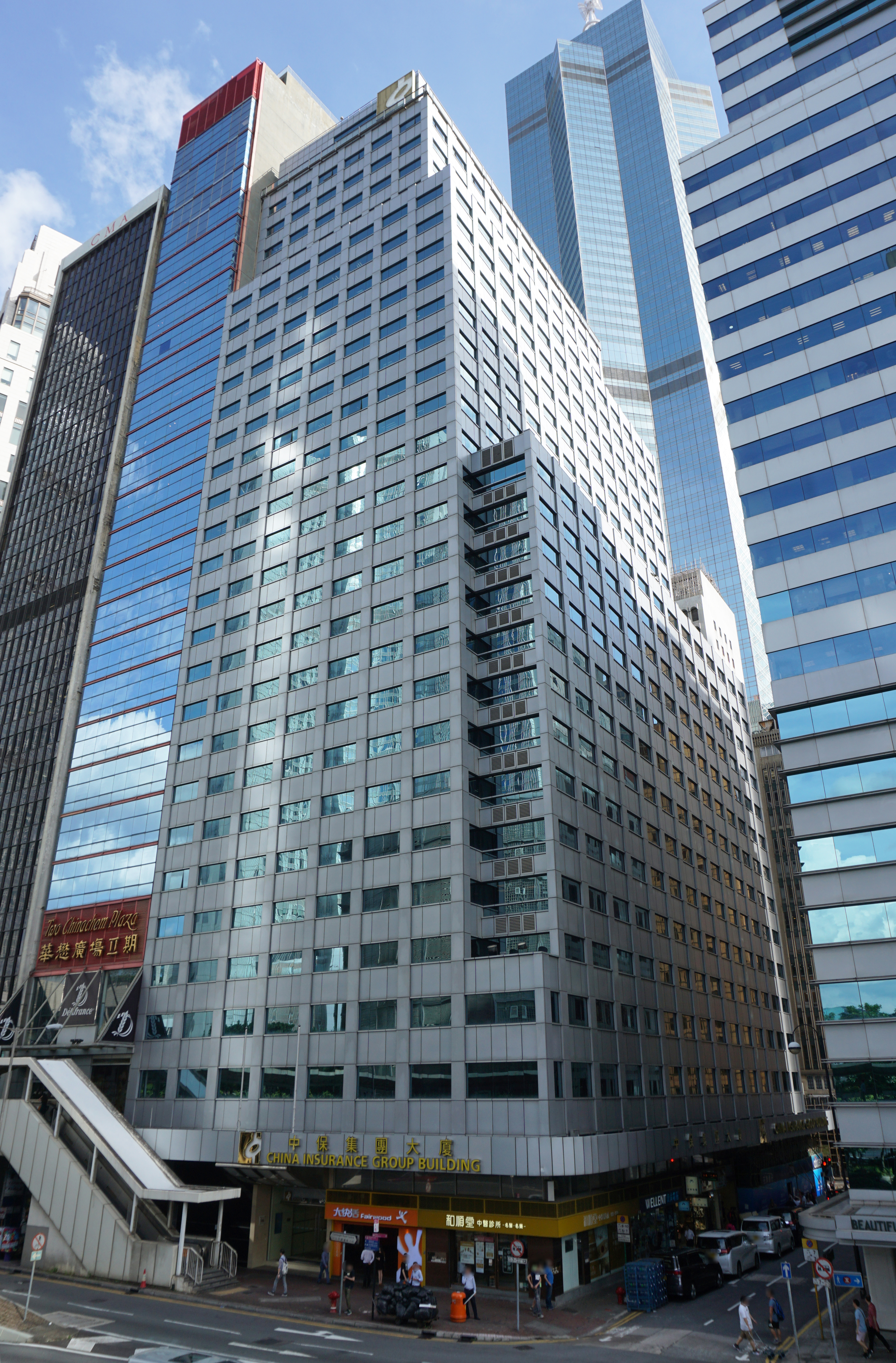
中保集團大廈

中保集團大廈（China Insurance Group Building），前稱國際大廈（International Building），是香港的一座商業大廈，南面位於香港島中環德輔道中141號（機利文街交界），北面正門位於干諾道中73號。建於1966年初伙，樓高32層，曾取代1966年7月北角僑冠大廈（95.12米）而成為香港最高的商廈。現為中國保險集團的總部大樓。
大廈由會德豐屬下的聯邦地產興建，曾經是香港最高建築物，並於2001年至2002年間進行全面翻新。
1980年8月，聯邦地產通過與長江實業合組財團，將大廈一半權益售予後者。
1992年8月25日，該大廈的19樓曾發生嚴重火災，火警持續9小時，事件中有6個市民及3個消防員須送入醫院。
2017年1月19日陳智文以1.75億港元購入中環中保集團大廈4樓全層，上址面積約14,505方呎，呎價約1.2萬元

## 特色
每層佔地4,300-14,505平方呎，北望四季酒店、中環碼頭及維多利亞港等海景。現有用戶包括中國保險集團（30-31樓）、黃龍德會計師事務所（11樓1101室）、盈天醫藥集團有限公司（28樓1-5室）、東方表行集團的批發部辦公室（3樓312室）、地政總署市區重建組（15樓）、花旗銀行分行等。

## 圖集

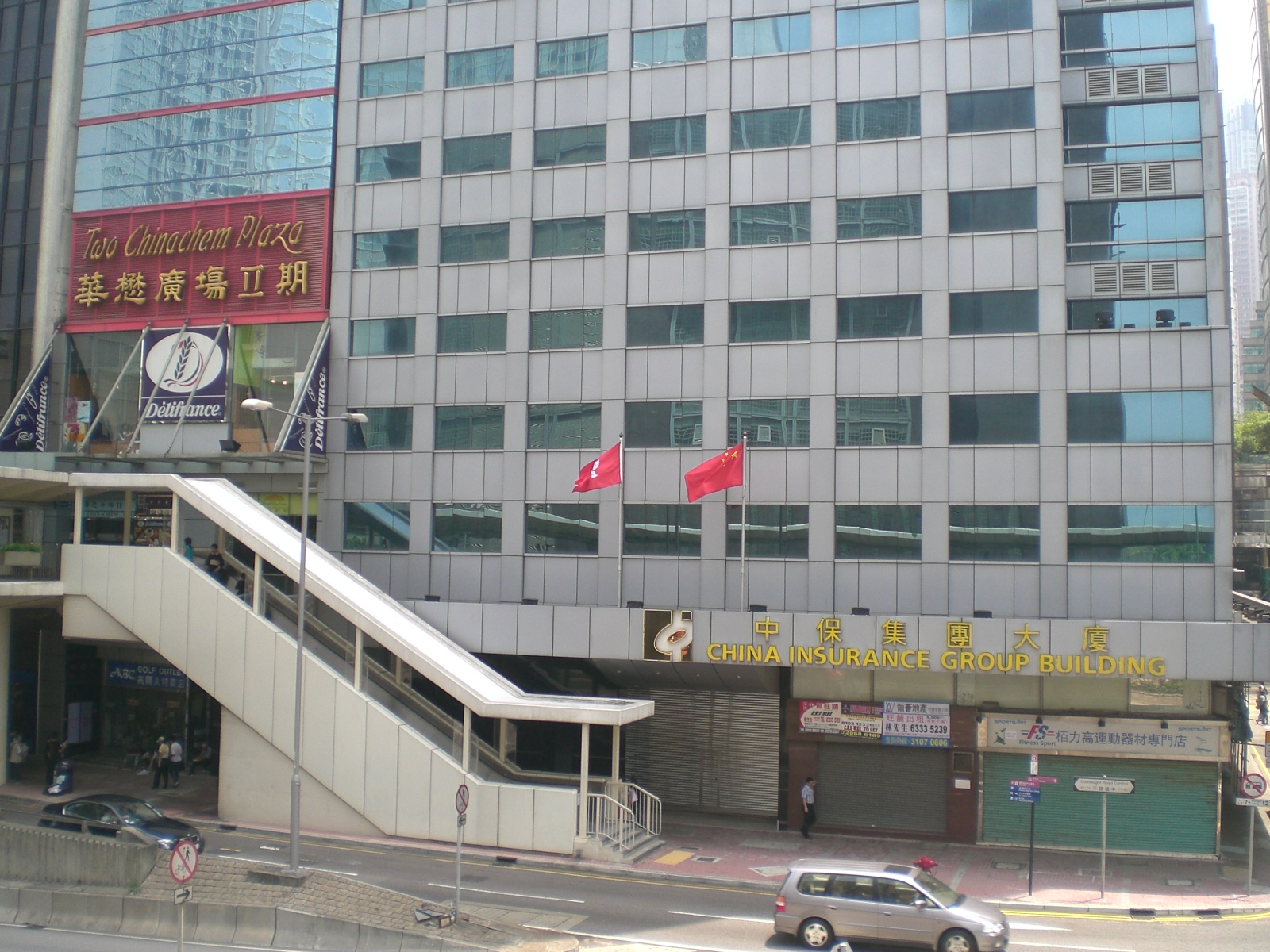
面向干諾道中的地下空置舖位（2007年4月）
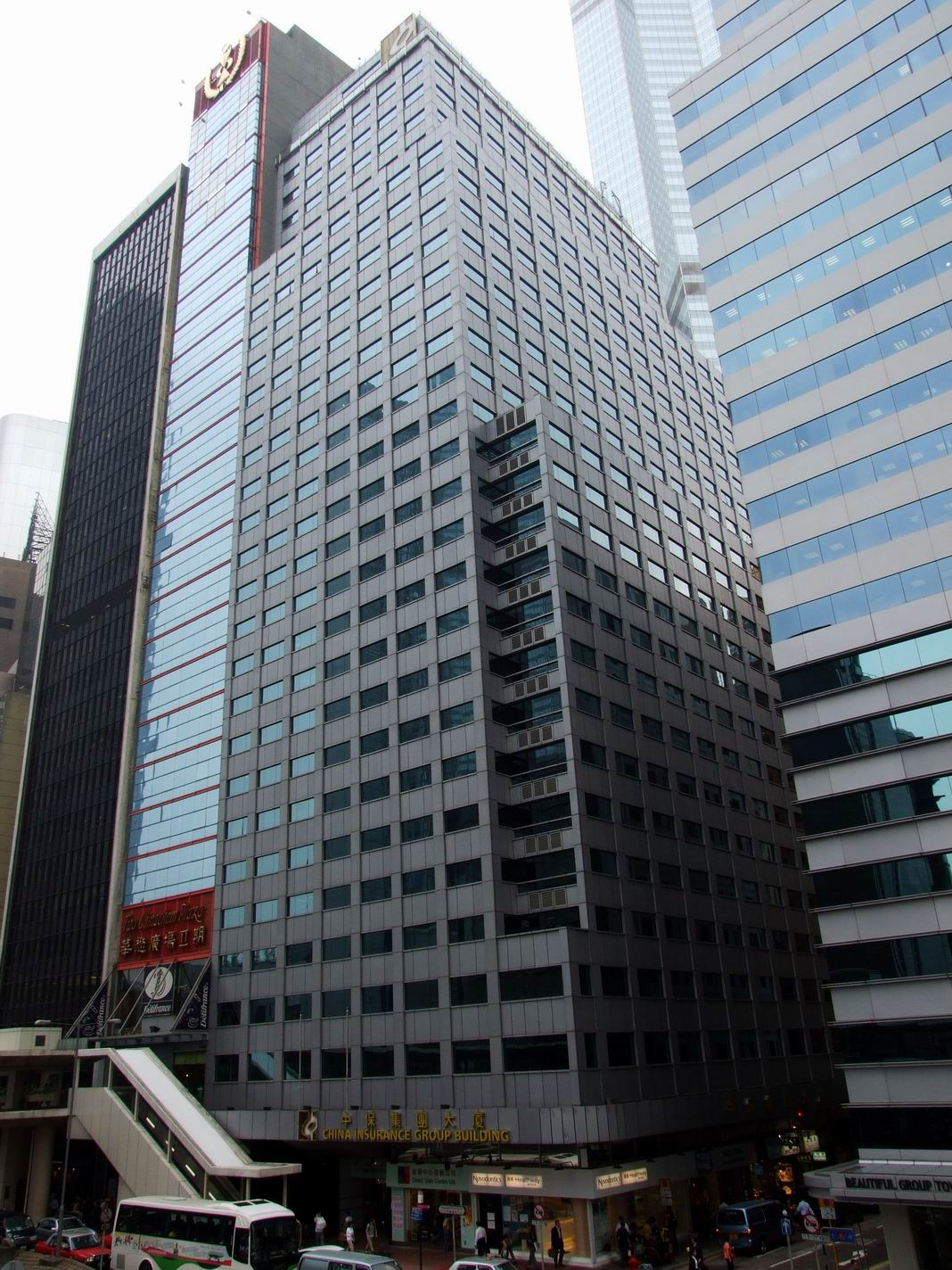
面向干諾道中的地下空置舖位已租出（2007年10月）

## 參看
- 永安集團大廈
- 永安中心
- 盈置大廈
- 香港摩天大樓

1. ↑  . 大公報. 1980-08-14.